# Stefano Lentini
Stefano Lentini (Roma, 26 novembre 1974) è un compositore e musicista italiano, autore di colonne sonore cinematografiche.
È noto per la sua collaborazione con il regista cinese Wong Kar Wai per il quale ha firmato lo Stabat Mater per il film The Grandmaster, candidato a due Premi Oscar. Ha composto la colonna sonora originale di numerose serie televisive tra cui Belcanto (serie televisiva), Mare fuori (stagioni 1/2/3/4/5), La porta rossa (stagioni 1/2/3), Studio Battaglia (1/2), le tre stagioni di Braccialetti rossi (vincitore di due premi come Miglior Colonna Sonora e un International Emmy Awards 2015) firmando più di 100 episodi di Serie Tv prodotte in Italia e Europa. Ha composto musiche per la trasmissione televisiva Ballarò e per il corto-beffa La nuova armata Brancaleone di Mario Monicelli.
La sua musica è il frutto di un approccio eclettico e indipendente caratterizzato da ampio uso dell'orchestra d'archi, profonda attenzione alla tessitura e a una importante ricerca di qualità del suono sia in fase di registrazione che di missaggio. Laureato in Antropologia culturale presso l'Università degli Studi di Roma "La Sapienza", ha studiato etnomusicologia presso la School of Oriental and African Studies. È il fondatore e responsabile artistico della società di produzione di musica da film ed etichetta discografica Coloora.
Nel settembre del 2023 ha superato i 100 milioni di stream sulle piattaforme digitali e ha vinto due dischi d'oro un doppio disco di platino come autore, arrangiatore, produttore ed ingegnere di mastering. Ha vinto tre premi SIAE nel 2023 e 2024 come "Miglior colonna sonora".

## Formazione e esordi
Nato a Roma nel 1974, il suo primo strumento è stato una chitarra classica costruita con le ante di un vecchio armadio dal nonno falegname. Fin da piccolo compone e incide i suoi brani utilizzando un registratore multitraccia Fostex X-18. Il suo esordio risale agli anni novanta al Folkstudio di Roma come chitarrista insieme alla cantante Laura Polimeno. Negli anni '90 fa parte di diverse formazioni heavy metal, folk, pop, classiche e rock. Nel 1995 conosce il chitarrista folk inglese John Renbourn da cui viene influenzato nell'uso di accordature non convenzionali. Studia flauto traverso e inizia a suonare il pianoforte.
Nel 1996 inizia gli studi di liuto rinascimentale presso il Conservatorio Santa Cecilia che lascia l'anno successivo dopo aver vinto una borsa di studio a Londra per frequentare il corso universitario di Etnomusicologia presso School of Oriental and African Studies (SOAS).
Nel 1998 registra in studio il suo primo EP, una raccolta di brani originali basati su testi di Emily Dickinson, Samuel Beckett e Federico García Lorca. Nel 1999 è ospite con la sua band nella trasmissione Radio Tre Suite.
Dal 1999 al 2004 lavora come ingegnere del suono in studio e live e perfeziona la sua ricerca acustica e sonora.

## Colonne sonore
Dopo i primi esperimenti di scrittura per alcuni corti di Leonardo D'Agostini, lavora come co-compositore, arrangiatore e tecnico del suono per la colonna sonora di In un altro paese diretto da Alexander Stille.
Nel 2007 firma la sua prima colonna sonora per il film indipendente Shooting Silvio presentato al Festival Annecy cinéma italien. Collabora con Roberto Angelini che interpreta la canzone Dirindà, mixata da Luciano Torani e prodotta da Creazioni Artistiche Musicali.
Nel 2008 inizia la sua collaborazione con il regista Giacomo Campiotti per il quale firma Bakhita - La santa africana, le tre stagioni della serie Braccialetti rossi, la mini-serie ispirata al maestro Alberto Manzi Non è mai troppo tardi, il film tv con Giuseppe Fiorello Il sorteggio, e il film Liberi di scegliere.
Nel 2013 pubblica con Milan Records l'album Stabat Mater che contiene l'omonimo brano inserito nel film The Grandmaster, diretto da Wong Kar-wai e candidato a due Premio Oscar. Il film apre in prima mondiale il Festival internazionale del cinema di Berlino e il Corriere della Sera definisce Stefano Lentini tra "gli eredi di Ennio Morricone".
Nel 2013 scrive la colonna sonora del Docufilm "Sfiorando il Muro" di Silvia Giralucci che viene presentato fuori concorso alla 69ª Mostra internazionale d'arte cinematografica di Venezia di cui firma anche sound design, effetti sonori e missaggio.
Tra il 2013 e il 2017 firma la colonna sonora di numerosi film e documentari prodotti in Australia, Stati Uniti, India, Austria, Inghilterra, Francia, Marocco, Brasile tra cui Maresia di Marcos Guttmann, nominato al Montréal World Film Festival.
Nel 2017 compone la colonna sonora de La porta rossa con la partecipazione dell'Orchestra Sinfonica Nazionale della RAI. La produzione, una delle maggiori mai realizzate per la televisione italiana, è stata registrata a Roma, all'Auditorium Rai di Torino e a Londra presso AIR Studios con l'ingegnere del suono, vincitore di tre Grammy Award, Geoff Foster. La colonna sonora riceve due Nomination al Festival Internazionale della Musica da Film "Fimucitè" come "Miglior Colonna Sonora" e "Miglior Canzone".
Nel 2019 firma il sequel de La porta rossa, confermando l'intera squadra di lavoro della prima stagione e integrando la colonna sonora con una rivisitazione originale de La traviata di Giuseppe Verdi pubblicata nell'album e nell'EP "Verdi Revisited".
Nel 2020-2023 firma le colonne sonore della tre stagioni della serie tv Mare fuori, collaborando con Raiz alla scrittura di quattro brani. La serie ha scalato le classifiche di streaming di RaiPlay conquistando più di venti milioni di visualizzazioni in appena due mesi fino alla sua uscita su Netflix dove è rimasta prima in classifica per diversi mesi e diventando un fenomeno musicale globale.
Nel 2025 firma la colonna sonora di Belcanto (serie televisiva) prodotta da Lucky Red e Rai Fiction.